# Skokan lesní
Skokan lesní (Rana sylvatica nebo Lithobates sylvaticus) je druh žab z rodu Rana. Vyniká vysokou odolností proti zimě, dokáže zamrznout a přežít zamrzlý na teplotu −18 °C i měsíce, proto je hodně zkoumán v souvislosti s kryoprezervací a kryonikou.
Přezimuje zahrabán v zemi, pod vrstvou hrabanky a listí. Po dobu více než šesti měsíců je v místě, kde přezimuje, mráz minimálně −20 °C.

## Popis
Skokan lesní dorůstá do délky až osm centimetrů, přičemž samečkové jsou o něco menší. Na hřbetní straně se jeho zbarvení pohybuje od žlutohnědé, šedivé, oranžové, růžovohnědé až do tmavě šedozelené, přičemž samice mívají blíže k červeným odstínům. Mohou se vyskytovat také černé nebo tmavě hnědé skvrnky. Přes oči má skokan lesní černou masku. Břišní stranu mívá světle žlutou nebo zeleno bílý.

## Výskyt
Skokan lesní se vyskytuje v severní části Severní Ameriky, od Aljašky přes všechny kanadské provincie až na severovýchod Spojených států amerických, nejjižněji na severu Georgie.

## Ohrožení
Podle Mezinárodního svazu ochrany přírody se jedná o málo dotčený taxon.